# سیارک ۲۲۹۳۷
سیارک ۲۲۹۳۷ (به انگلیسی: 22937 Nataliavella، نامگذاری:1999TZ172) بیست و دو هزار و نهصد و سی و هفتمین سیارک کشف شده‌است که در ۱۰ اکتبر ۱۹۹۹ کشف شد.
قدر مطلق سیارک برابر ۱۰.۷ است.